# Агдам (Товузский район)
Агдам (азерб. Ağdam) — село и муниципалитет в Товузском районе Азербайджана. 

## География
Расположено на берегу реки Ахынджачай, в 12 км к юго-западу от районного центра — Товуза.

## История
По данным «Кавказского календаря» на 1910 год в селе Агдамъ Казахского уезда на 1908 год проживало 185 человек, состоявших из азербайджанцев (названных «татарами»).
По сообщениям азербайджанских СМИ, село подверглось интенсивным обстрелам во время Товузских столкновений в июле 2020 года, происходивших на границе с Арменией.

## Население
Согласно данным издания «Административное деление АССР», подготовленного в 1933 году Управлением народно-хозяйственного учёта Азербайджанской ССР (АзНХУ), на 1 января 1933 года в Агдаме входившем в состав Вайтлинского сельсовета проживало 287 человек (62 хозяйства), из них 166 мужчин и 121 женщина. Население всего Вайтлинского сельсовета (сёла Дондар-Кушчу, Фарзали-Кушчу, Вайтлы), состояло из тюрков (азербайджанцы) — 96,55 %.
По состоянию на 2009 год в селе проживали 1228 человек, занимавшихся разведением зерновых, овощеводством, животноводством. Из инфраструктуры функционировали средняя школа, детский сад, амбулатория, библиотека, узел связи.

## Известные уроженцы
- Садыхов, Юсиф Мадат оглы — герой Советского Союза, участник Великой Отечественной войны.
- Юсифов, Наиг Насир оглы — Национальный герой Азербайджана.